# Pong Nam Ron (huyện)
Pong Nam Ron (tiếng Thái: โป่งน้ำร้อน) là huyện (‘‘amphoe’’) cực đông của tỉnh Chanthaburi, phía đông Thái Lan.

## Địa lý
Các huyện giáp ranh (từ tây nam theo chiều kim đồng hồ) là Khlung, Makham, Khao Khitchakut và Soi Dao of Chanthaburi Province. Phía đông là các tỉnh Battambang và Pailin của Campuchia.

## Lịch sử
Tiểu huyện (King Amphoe) Pong Nam Ron đã được nâng cấp thành huyện đầy đủ ngày 25 tháng 7 năm 1941.

## Hành chính
Huyện này được chia thành 5 phó huyện (tambon), các đơn vị này lại được chia thành 47 làng (muban). Pong Nam Ron là một thị trấn (thesaban tambon) which nằm trên một phần của tambon Pong Nam Ron và Thap Sai. Ngoài ra có 5 tổ chức hành chính tambon (TAO).
| Số TT | Tên           | Tên tiếng Thái | Số làng | Dân số |  |
| ----- | ------------- | -------------- | ------- | ------ |  |
| 1.    | Thap Sai      | ทับไทร          | 9       | 11.505 |  |
| 2.    | Pong Nam Ron  | โป่งน้ำร้อน       | 13      | 8.878  |  |
| 4.    | Nong Ta Khong | หนองตาคง       | 10      | 8.707  |  |
| 9.    | Thep Nimit    | เทพนิมิต         | 8       | 4.743  |  |
| 10.   | Khlong Yai    | คลองใหญ่        | 7       | 4.282  |  |

Các con số mất là các tambo nay thuộc huyện Soi Dao.